# Virginia Ruanová Pascualová
Virginia Ruanová Pascualová (* 21. září 1973 Madrid) je bývalá španělská profesionální tenistka, vítězka deseti Grand Slamů v ženské čtyřhře a jednoho z mixu, rovněž dvojnásobná stříbrná medailistka ze čtyřhry žen a bývalá světová jednička ve čtyřhře, když na této pozici strávila 65 týdnů.
Na okruhu WTA pak získala tři tituly ve dvouhře. K nim přidala třicet tři triumfů ve čtyřhře. V rámci okruhu ITF získala čtyři tituly ve dvouhře a deset ve čtyřhře.
Na žebříčku WTA byla ve dvouhře nejvýše klasifikována v dubnu 1999 na 28. místě a ve čtyřhře pak v září 2003 na 1. místě.

## Finálové účasti na turnajích Grand Slamu

### Ženská čtyřhra: 16 (10–6)
| Stav       | rok  | turnaj          | povrch | spoluhráčka                   | soupeřky ve finále                       | výsledek           |
| ---------- | ---- | --------------- | ------ | ----------------------------- | ---------------------------------------- | ------------------ |
| Finalistka | 2000 | French Open     | antuka | Paola Suárezová               | Martina Hingisová Mary Pierceová         | 2–6, 4–6           |
| Vítězka    | 2001 | French Open     | antuka | Paola Suárezová               | Jelena Dokićová Conchita Martínezová     | 6–2, 6–1           |
| Vítězka    | 2002 | French Open (2) | antuka | Paola Suárezová               | Lisa Raymondová Rennae Stubbsová         | 6–4, 6–2           |
| Finalistka | 2002 | Wimbledon       | tráva  | Paola Suárezová               | Serena Williamsová Venus Williamsová     | 2–6, 5–7           |
| Vítězka    | 2002 | US Open         | tvrdý  | Paola Suárezová               | Jelena Dementěvová Janette Husárová      | 6–2, 6–1           |
| Finalistka | 2003 | Australian Open | tvrdý  | Paola Suárezová               | Serena Williamsová Venus Williamsová     | 6–4, 4–6, 3–6      |
| Finalistka | 2003 | French Open     | antuka | Paola Suárezová               | Kim Clijstersová Ai Sugijamová           | 7–6(7–5), 2–6, 7–9 |
| Finalistka | 2003 | Wimbledon       | tráva  | Paola Suárezová               | Kim Clijstersová Ai Sugijamová           | 4–6, 4–6           |
| Vítězka    | 2003 | US Open (2)     | tvrdý  | Paola Suárezová               | Světlana Kuzněcovová Martina Navrátilová | 6–2, 6–2           |
| Vítězka    | 2004 | Australian Open | tvrdý  | Paola Suárezová               | Světlana Kuzněcovová Jelena Lichovcevová | 6–4, 6–3           |
| Vítězka    | 2004 | French Open (3) | antuka | Paola Suárezová               | Světlana Kuzněcovová Jelena Lichovcevová | 6–0, 6–3           |
| Vítězka    | 2004 | US Open (3)     | tvrdý  | Paola Suárezová               | Světlana Kuzněcovová Jelena Lichovcevová | 6–4, 7–5           |
| Vítězka    | 2005 | French Open (4) | antuka | Paola Suárezová               | Cara Blacková Liezel Huberová            | 4–6, 6–3, 6–3      |
| Finalistka | 2006 | Wimbledon       | tráva  | Paola Suárezová               | Jen C’ Čeng Ťie                          | 3–6, 6–3, 2–6      |
| Vítězka    | 2008 | French Open (5) | antuka | Anabel Medinaová Garriguesová | Casey Dellacquová Francesca Schiavoneová | 2–6, 7–5, 6–4      |
| Vítězka    | 2009 | French Open (6) | antuka | Anabel Medinaová Garriguesová | Viktoria Azarenková Jelena Vesninová     | 6–1, 6–1           |

### Smíšená čtyřhra: 1 (1–0)
| Stav    | rok  | turnaj      | povrch | spoluhráč       | soupeři ve finále            | výsledek |
| ------- | ---- | ----------- | ------ | --------------- | ---------------------------- | -------- |
| Vítězka | 2001 | French Open | antuka | Tomas Carbonell | Jaime Oncins Paola Suárezová | 7–5, 6–3 |

## Zápasy o olympijské medaile

### Ženská čtyřhra: 2 (0–2)
| Stav    | turnaj        | povrch | spoluhráčka                   | soupeřky v zápase o medaili          | výsledek |
| ------- | ------------- | ------ | ----------------------------- | ------------------------------------ | -------- |
| Stříbro | Athény, Řecko | tvrdý  | Conchita Martínezová          | Sun Tchien-tchien Li Tching          | 3–6, 3–6 |
| Stříbro | Peking, Čína  | tvrdý  | Anabel Medinaová Garriguesová | Serena Williamsová Venus Williamsová | 2–6, 0–6 |

## Finálové účasti na turnajích WTA (80)

### Dvouhra: 3 (3–0)
| Legenda               |
| Kategorie Tier IV (3) |

| Stav    | č. | datum           | turnaj                      | povrch | soupeřka ve finále             | výsledek      |
| ------- | -- | --------------- | --------------------------- | ------ | ------------------------------ | ------------- |
| Vítězka | 1. | 18. května 1997 | Cardiff, Spojené království | antuka | Alexia Dechaumeová-Balleretová | 6–1, 3–6, 6–2 |
| Vítězka | 2. | 26. dubna 1998  | Budapešť, Maďarsko          | antuka | Silvia Farinová Eliová         | 6–4, 4–6, 6–3 |
| Vítězka | 3. | 12. října 2003  | Taškent, Uzbekistán         | tvrdý  | Saori Obatová                  | 6–2, 7–6(7–2) |

### Čtyřhra - výhry (42)
| Legenda                     |
| Grand Slam (10)             |
| WTA Championships (1)       |
| KategorieTier I (11)        |
| Kategorie Tier II (5)       |
| Kategorie Tier III (7)      |
| Kategorie Tier IV (7)       |
| Kategorie Tier V (1)        |
| Kategorie Premier (0)       |
| Kategorie International (0) |

| Č.  | Datum             | Turnaj                     | Povrch | Partnerka            | Soupeřky ve finále                        | Výsledek       |
| 1.  | 16. leden 1998    | Hobart, Austrálie          | tvrdý  | Paola Suárezová      | Janette Husárová Julie Halardová          | 7-66, 6-3      |
| 2.  | 24. duben 1998    | Budapešť, Maďarsko         | antuka | Paola Suárezová      | Laura Montalvová Catalina Cristeová       | 4-6, 6-1, 6-1  |
| 3.  | 10. květen 1998   | Řím, Itálie                | antuka | Paola Suárezová      | Arantxa S. Vicariová Amanda Coetzerová    | 7-61, 6-4      |
| 4.  | 23. květen 1999   | Madrid, Španělsko          | antuka | Paola Suárezová      | M. Weingartnerová Fernanda Landová        | 6-2, 0-6, 6-0  |
| 5.  | 23. duben 2000    | Hilton Head, USA           | antuka | Paola Suárezová      | Patricia Tarabiniová Conchita Martínezová | 7-5, 6-3       |
| 6.  | 23. červenec 2000 | Sopoty, Polsko             | antuka | Paola Suárezová      | Rita Grandeová Asa Svenssonová            | 7-5, 6-1       |
| 7.  | 20. květen 2001   | Antverpy, Belgie           | antuka | Els Callensová       | Miriam Oremansová Kristie Boogertová      | 6-3, 3-6, 6-4  |
| 8.  | 26. květen 2001   | Madrid, Španělsko          | antuka | Paola Suárezová      | Rennae Stubbsová Lisa Raymondová          | 7-5, 2-6, 7-64 |
| 9.  | 10. červen 2001   | French Open, Francie       | antuka | Paola Suárezová      | Conchita Martínezová Jelena Dokićová      | 6-2, 6-1       |
| 10. | 22. červenec 2001 | Knokke-Heist, Belgie       | antuka | Magui Sernová        | Ruxandra Dragomirová Andreea Vancová      | 6-4, 6-3       |
| 11. | 23. únor 2002     | Bogotá, Kolumbie           | antuka | Paola Suárezová      | Katarina Srebotniková Tina Križanová      | 6-2, 6-1       |
| 12. | 3. březen 2002    | Acapulco, Mexiko           | antuka | Paola Suárezová      | Katarina Srebotniková Tina Križanová      | 7-5, 6-1       |
| 13. | 19. květen 2002   | Řím, Itálie                | antuka | Paola Suárezová      | Patricia Tarabiniová Conchita Martínezová | 6-3, 6-4       |
| 14. | 9. červen 2002    | French Open, Francie       | antuka | Paola Suárezová      | Rennae Stubbsová Lisa Raymondová          | 6-4, 6-2       |
| 15. | 18. srpen 2002    | Montreal, Kanada           | tvrdý  | Paola Suárezová      | Ai Sugijamaová Rika Fujiwarová            | 6-4, 7-64      |
| 16. | 8. září 2002      | US Open, USA               | tvrdý  | Paola Suárezová      | Janette Husárová Jelena Dementěvová       | 6-2, 6-1       |
| 17. | 14. září 2002     | Bahía, Brazílie            | tvrdý  | Paola Suárezová      | Rossana Ríosová Emilie Loitová            | 6-4, 6-1       |
| 18. | 29. září 2002     | Bali, Indonésie            | tvrdý  | Cara Blacková        | Arantxa S. Vicariová Světlana Kuzněcovová | 6-2, 6-3       |
| 19. | 13. duben 2003    | Charleston, USA            | antuka | Paola Suárezová      | Conchita Martínezová Janette Husárová     | 6-0, 6-3       |
| 20. | 11. květen 2003   | Berlín, Německo            | antuka | Paola Suárezová      | Ai Sugijamaová Kim Clijstersová           | 6-3, 4-6, 6-4  |
| 21. | 23. srpen 2003    | New Haven, USA             | tvrdý  | Paola Suárezová      | Magui Sernová Alicia Moliková             | 7-66, 6-3      |
| 22. | 7. září 2003      | US Open, USA               | tvrdý  | Paola Suárezová      | Martina Navrátilová Světlana Kuzněcovová  | 6-2, 6-3       |
| 23. | 10. listopad 2003 | Tour Championships, USA    | tvrdý  | Paola Suárezová      | Ai Sugijamaová Kim Clijstersová           | 6-4, 3-6, 6-3  |
| 24. | 1. únor 2004      | Australian Open, Austrálie | tvrdý  | Paola Suárezová      | Jelena Lichovcevová Světlana Kuzněcovová  | 6-4, 6-3       |
| 25. | 21. březen 2004   | Indian Wells, USA          | tvrdý  | Paola Suárezová      | Jelena Lichovcevová Světlana Kuzněcovová  | 6-1, 6-2       |
| 26. | 18. duben 2004    | Charleston, USA            | antuka | Paola Suárezová      | Lisa Raymondová Martina Navrátilová       | 6-4, 6-1       |
| 27. | 3. červen 2004    | French Open, Francie       | antuka | Paola Suárezová      | Jelena Lichovcevová Světlana Kuzněcovová  | 6-0, 6-3       |
| 28. | 11. září 2004     | US Open, USA               | tvrdý  | Paola Suárezová      | Jelena Lichovcevová Světlana Kuzněcovová  | 6-4, 7-5       |
| 29. | 31. říjen 2004    | Lucemburk, Lucembursko     | tvrdý  | Paola Suárezová      | M. Weingartnerová Jill Craybasová         | 6-1, 6-71, 6-3 |
| 30. | 5. březen 2005    | Dubaj, SAE                 | tvrdý  | Paola Suárezová      | Alicia Moliková Světlana Kuzněcovová      | 6-77, 6-2, 6-1 |
| 31. | 19. březen 2005   | Indian Wells, USA          | tvrdý  | Paola Suárezová      | Meg Shaughnessyová Naďa Petrovová         | 7-63, 6-1      |
| 32. | 17. duben 2005    | Charleston, USA            | antuka | Conchita Martínezová | Květa Peschkeová Iveta Benešová           | 6-1, 6-4       |
| 33. | 4. červen 2005    | French Open, Francie       | antuka | Paola Suárezová      | Liezel Huberová Cara Blacková             | 4-6, 6-3, 6-3  |
| 34. | 7. srpen 2005     | San Diego, USA             | tvrdý  | Conchita Martínezová | Ai Sugijamaová Daniela Hantuchová         | 6-77, 6-1, 7-5 |
| 35. | 13. srpen 2006    | Los Angeles, USA           | tvrdý  | Paola Suárezová      | Ai Sugijamaová Daniela Hantuchová         | 6-3, 6-4       |
| 36. | 24. září 2006     | Peking, Čína               | tvrdý  | Paola Suárezová      | Jelena Vesninová Anna Čakvetadzeová       | 6-2, 6-4       |
| 37. | 1. říjen 2006     | Soul, Korejská republika   | tvrdý  | Paola Suárezová      | Mariana D.-Olivová Chia-Jung Chuangová    | 6-2, 6-3       |
| 38. | 5. srpen 2007     | Stockholm, Švédsko         | tvrdý  | Anabel Garriguesová  | Tetiana Lužanská Čchin-wei Čchanová       | 6-1, 5-7, 10-6 |
| 39. | 11. leden 2008    | Hobart, Austrálie          | tvrdý  | Anabel Garriguesová  | Eleni Daniilidou Jasmin Wöhrová           | 6-2, 6-4       |
| 40. | 6. červen 2008    | French Open, Francie       | antuka | Anabel Garriguesová  | Casey Dellacquová F. Schiavoneová         | 2-6, 7-5, 6-4  |
| 41. | 27. červenec 2008 | Portorož, Slovinsko        | tvrdý  | Anabel Garriguesová  | Věra Duševinová J. Makarovová             | 6-4, 6-1       |
| 42. | 5. červen 2009    | French Open, Francie       | antuka | Anabel Garriguesová  | Viktoria Azarenková Jelena Vesninová      | 6-1, 6-1       |

### Čtyřhra - prohry (35)
| Legenda                     |
| Grand Slam (6)              |
| Olympijské stříbro (2)      |
| KategorieTier I (11)        |
| Kategorie Tier II (6)       |
| Kategorie Tier III (4)      |
| Kategorie Tier IV (4)       |
| Kategorie Tier V (1)        |
| Kategorie Premier (0)       |
| Kategorie International (1) |

| Č.  | Datum             | Turnaj                       | Povrch  | Partner              | Soupeři ve finále                       | Výsledek        |
| 1.  | 25. duben 1999    | Budapešť, Maďarsko           | antuka  | Laura Montalvová     | Sandra Nacuková Jevgenia Kulikovská     | 6-3, 6-4        |
| 2.  | 11. červen 2000   | French Open, Francie         | antuka  | Paola Suárezová      | Mary Pierceová Martina Hingisová        | 6-2, 6-4        |
| 3.  | 16. červenec 2000 | Palermo, Itálie              | antuka  | Ruxandra Dragomirová | Rita Grandeová Silvia Farinová          | 6-4, 0-6, 7-66  |
| 4.  | 27. srpen 2000    | New Haven, USA               | tvrdý   | Paola Suárezová      | Ai Sugijamaová Julie Halardová          | 6-4, 5-7, 6-2   |
| 5.  | 14. leden 2001    | Hobart, Austrálie            | tvrdý   | Ruxandra Dragomirová | Jelena Lichovcevová Cara Blacková       | 6-4, 6-1        |
| 6.  | 4. březen 2001    | Acapulco, Mexiko             | antuka  | Paola Suárezová      | Anabel Garriguesová María Sánchezová    | 6-4, 6-75, 7-5  |
| 7.  | 17. březen 2001   | Indian Wells, USA            | tvrdý   | Paola Suárezová      | Ai Sugijamaová Nicole Arendtová         | 6-4, 6-4        |
| 8.  | 22. duben 2001    | Charleston, USA              | antuka  | Paola Suárezová      | Rennae Stubbsová Lisa Raymondová        | 5-7, 7-65, 6-3  |
| 9.  | 1. duben 2002     | Miami, USA                   | tvrdý   | Paola Suárezová      | Rennae Stubbsová Lisa Raymondová        | 7-64, 6-74, 6-3 |
| 10. | 7. červenec 2002  | Wimbledon, Velká Británie    | tráva   | Paola Suárezová      | Venus Williamsová Serena Williamsová    | 6-2, 7-5        |
| 11. | 26. leden 2003    | Australian Open, Austrálie   | tvrdý   | Paola Suárezová      | Venus Williamsová Serena Williamsová    | 4-6, 6-4, 6-3   |
| 12. | 20. duben 2003    | Amelia Island, USA           | antuka  | Paola Suárezová      | Lisa Raymondová Lindsay Davenportová    | 7-5, 6-2        |
| 13. | 8. červen 2003    | French Open, Francie         | antuka  | Paola Suárezová      | Ai Sugijamaová Kim Clijstersová         | 6-75, 6-2, 9-7  |
| 14. | 6. červenec 2003  | Wimbledon, Velká Británie    | tráva   | Paola Suárezová      | Ai Sugijamaová Kim Clijstersová         | 6-4, 6-4        |
| 15. | 19. říjen 2003    | Curych, Švýcarsko            | tvrdý   | Paola Suárezová      | Ai Sugijamaová Kim Clijstersová         | 7-63, 6-2       |
| 16. | 10. leden 2004    | Auckland, Nový Zéland        | tvrdý   | Paola Suárezová      | Jelena Kostanićová Mervana Jugićová     | 7-66, 3-6, 6-1  |
| 17. | 16. květen 2004   | Řím, Itálie                  | antuka  | Paola Suárezová      | Meg Shaughnessyová Naďa Petrovová       | 2-6, 6-3, 6-3   |
| 18. | 25. červenec 2004 | Los Angeles, USA             | tvrdý   | Conchita Martínezová | Meg Shaughnessyová Naďa Petrovová       | 6-72, 6-4, 6-3  |
| 19. | 1. srpen 2004     | San Diego, USA               | tvrdý   | Paola Suárezová      | Rennae Stubbsová Cara Blacková          | 6-4, 1-6, 6-4   |
| 20. | 22. srpen 2004    | Atény 2004, Řecko            | tvrdý   | Conchita Martínezová | Sun Tchien-tchien Tching Liová          | 6-3, 6-3        |
| 21. | 17. říjen 2004    | Moskva, Rusko                | koberec | Paola Suárezová      | Věra Zvonarevová Anastasija Myskinová   | 6-3, 4-6, 6-2   |
| 22. | 24. říjen 2004    | Curych, Švýcarsko            | tvrdý   | Paola Suárezová      | Rennae Stubbsová Cara Blacková          | 6-4, 6-4        |
| 23. | 21. srpen 2005    | Toronto, Kanada              | tvrdý   | Conchita Martínezová | Martina Navrátilová A.-L. Grönefeldová  | 5-7, 6-3, 6-4   |
| 24. | 16. říjen 2005    | Bangkok, Thajsko             | tvrdý   | Conchita Martínezová | Gisela Dulková Šinobu Asagoeová         | 6-1, 7-5        |
| 25. | 30. říjen 2005    | Linz, Rakousko               | tvrdý   | Conchita Martínezová | Květa Peschkeová Gisela Dulková         | 6-2, 6-3        |
| 26. | 13. leden 2006    | Sydney, Austrálie            | tvrdý   | Paola Suárezová      | Rennae Stubbsová Corina Morariuová      | 6-3, 5-7, 6-2   |
| 27. | 18. březen 2006   | Indian Wells, USA            | tvrdý   | Meg Shaughnessyová   | Samantha Stosurová Lisa Raymondová      | 6-2, 7-5        |
| 28. | 16. duben 2006    | Charleston, USA              | antuka  | Meg Shaughnessyová   | Samantha Stosurová Lisa Raymondová      | 3-6, 6-1, 6-1   |
| 29. | 8. červenec 2006  | Wimbledon, Velká Británie    | tráva   | Paola Suárezová      | Čeng Ťie Jen C’                         | 6-3, 3-6, 6-2   |
| 30. | 13. leden 2007    | Hobart, Austrálie            | tvrdý   | Anabel Garriguesová  | Jelena Vesninová Jelena Lichovcevová    | 2-6, 6-1, 6-2   |
| 31. | 8. duben 2007     | Amelia Island, USA           | antuka  | Anabel Garriguesová  | Katarina Srebotniková Mara Santangelová | 6-3 7-64        |
| 32. | 22. červen 2007   | 's-Hertogenbosch, Nizozemsko | tráva   | Anabel Garriguesová  | Čuang Ťia-žung Čan Jung-žan             | 7-5, 6-2        |
| 33. | 15. červen 2008   | Birmingham, Velká Británie   | tráva   | Séverine Brémondová  | Cara Blacková Liezel Huberová           | 6-2, 6-1        |
| 34. | 17. srpen 2008    | Peking 2008, Čína            | tvrdý   | Anabel Garriguesová  | Serena Williamsová Venus Williamsová    | 6-2, 6-0        |
| 35. | 12. duben 2009    | Marbella, Španělsko          | antuka  | Anabel Garriguesová  | Klaudia Jansová Alicja Rosolská         | 6-3, 6-3        |

## Fed Cup
Virginia Ruanová Pascualová se zúčastnila 31 zápasů ve Fed Cupu za tým Španělska s bilancí 0-4 ve dvouhře a 15-13 ve čtyřhře.

## Postavení na žebříčku WTA na konci sezóny

### Dvouhra
| Rok    | 1989 | 1990   | 1991   | 1992   | 1993   | 1994   | 1995  | 1996  | 1997  | 1998  | 1999  | 2000  | 2001  | 2002  | 2003  | 2004  | 2005   | 2006  | 2007  | 2008   | 2009   |
| Pořadí | 496. | ▲ 309. | ▲ 261. | ▲ 123. | ▼ 125. | ▼ 161. | ▲ 64. | ▼ 98. | ▲ 54. | ▲ 32. | ▼ 85. | ▼ 89. | ▲ 56. | ▼ 65. | ▲ 55. | ▼ 64. | ▼ 106. | ▲ 67. | ▼ 83. | ▼ 105. | ▼ 199. |

### Čtyřhra
| Rok    | 2001 | 2002 | 2003 | 2004 | 2005 | 2006  | 2007  | 2008 | 2009  |
| Pořadí | 8.   | ▲ 2. | ▬ 2. | ▲ 1. | ▼ 4. | ▼ 10. | ▼ 30. | ▲ 5. | ▼ 10. |